# Frontera entre Azerbaiyán y Rusia
La frontera entre Azerbaiyán y Rusia es el lindero internacional de 284 kilómetros que separa los territorios de Azerbaiyán y Rusia. El sentido del límite es este-oeste, y separa el norte del Azerbaiyán del sudeste de Rusia por medio del Cáucaso. Limita al este con el mar Caspio y marca la mitad de su extensión a través del río Samur. También pasa por las proximidades del monte Bazardüzü y por los distritos azeríes de Ujar, Qusar, Qabala, Oguz, Shaki, Qax, Zaqatala y Balakən, llegando al oeste en el trifinio entre ambos estados y Georgia.

## Historia
Azerbaiyán fue disputado por los imperios safávida y otomano durante los siglos XVI y XVII. En el siglo XIX pasó a ser disputado entre Persia y el Imperio ruso, de tal manera que fue repartido entre ambos. La parte septentrional quedó en manos rusas y formó parte del virreinato del Cáucaso y luego de la República Socialista Soviética de Azerbaiyán hasta que se independizó de la Unión Soviética en 1991.
El trazado de la frontera está fijado en el acuerdo firmado en Bakú el 3 de octubre de 2010. Entró en vigor conforme al artículo 7 a la fecha del intercambio de los instrumentos de ratificación el 18 de julio de 2011.